# Circuit Opatija

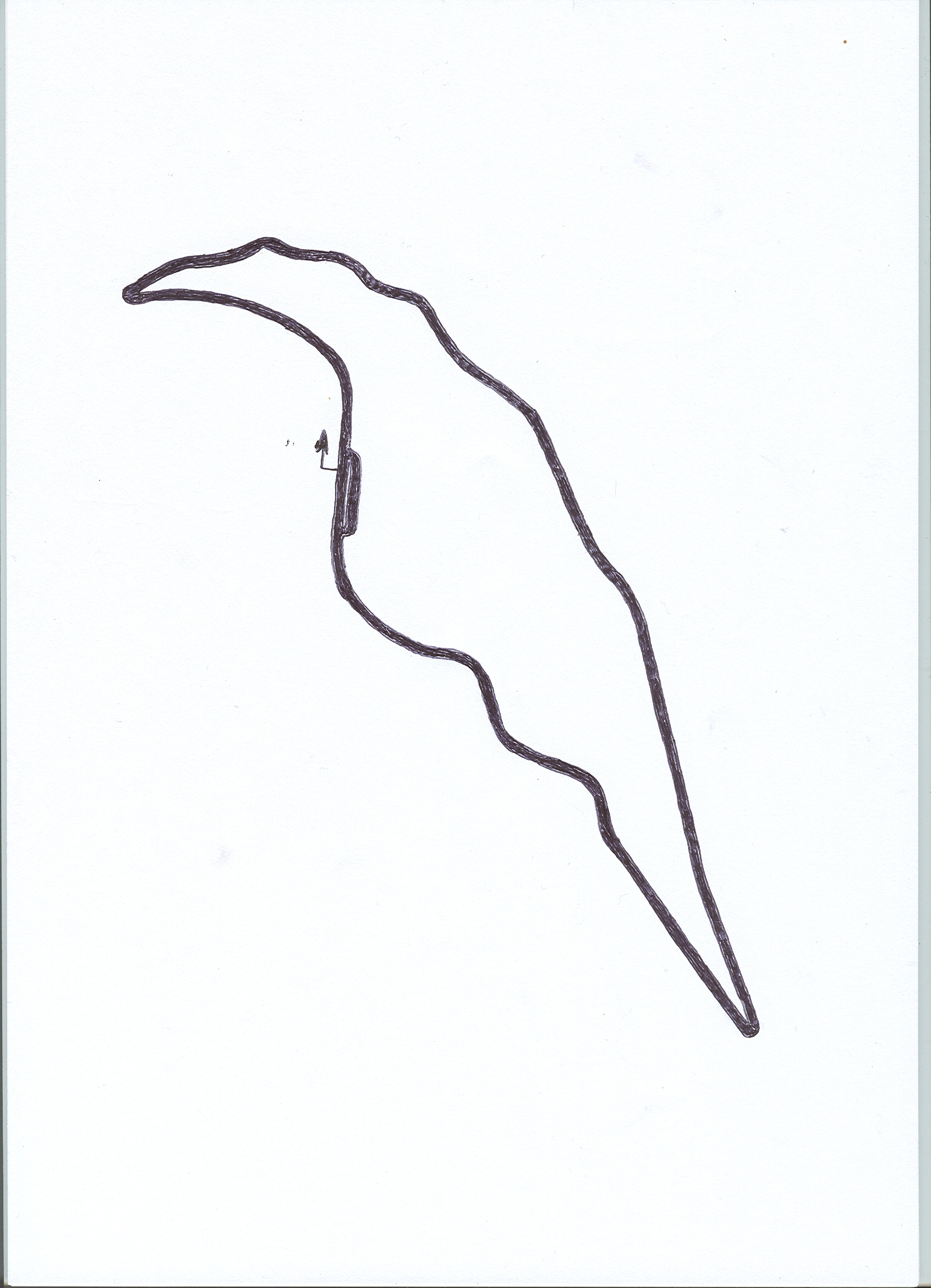
Circuit van Opatija

Het Circuit van Opatija (ook wel: "Preluk") is een voormalig stratencircuit bij de Kvarner-baai ten oosten van Opatija in Kroatië.
Het circuit liep langs de kust van de Adriatische Zee en gold door de rotspartijen en lantaarnpalen als gevaarlijk.

## Het circuit
Het circuit was 6 kilometer lang en liep uitsluitend over openbare wegen die voor de races afgesloten werden. Er waren 7 linker- en 7 rechter bochten en men reed met de klok mee. Het start/finishgedeelte lag in een sportcomplex in Preluk. Van daaruit reed men langs de kust richting Opatija. Na een 180° haarspeldbocht vlak voor de stad reed men door het achterland naar het zuidoosten tot kort voor de stad Rijeka. Op dit gedeelte klom het circuit van zeeniveau naar 85 meter hoogte. Na een bocht reed men langs de kust weer naar start/finish.

## Geschiedenis
Het circuit werd in 1939 voor het eerst gebruikt. In die tijd hoorde Opatija nog bij Italië en heette het "Abbazia". Daarom werd het ook wel "Circuito di Abbazia" genoemd. Na de Tweede Wereldoorlog werd er steeds meer met motorfietsen geracet. Op 1 september 1946 organiseerde "AMZ Hrvatske" de eerste wegrace die meetelde voor het kampioenschap van Kroatië. In 1947 reed men al voor het nationale kampioenschap van Joegoslavië. Vanaf 1950 kreeg de race de naam "Prijs van de Adriatische Zee" en toen was het al een internationale race. In 1960 veranderde de naam in "Grote Prijs van de Adriatische Zee". Onder die naam kreeg de wedstrijd vanaf het seizoen 1969 WK-status. De veiligheid van het Circuit van Opatija stond toen al ter discussie en de Grand Prix van de Adriatische Zee kreeg pas drie weken van tevoren zijn WK-status, nadat de Fédération Internationale de Motocyclisme een aantal aanbevelingen had gedaan met betrekking tot de veiligheid. In 1972 veranderde men de naam in "Grand Prix van Joegoslavië". In 1973 ontstond er weer veel commotie omtrent de veiligheid van het circuit. Sinds 1972 was er al veel verbeterd en had men het aantal strobalen van 1200 opgevoerd tot 3250. Ondanks een inspectie én goedkeuring van de coureurs Chas Mortimer, John Dodds, Giacomo Agostini en Kim Newcombe trok Arturo Magni (teamchef van MV Agusta) zijn coureurs terug. Dat terwijl Giacomo Agostini en Phil Read best wilden rijden. Ook Teuvo Länsivuori had geen probleem met het circuit, maar werd door zijn baas, de Finse Yamaha-importeur Arwidson, onder druk gezet niet te rijden. De teneur in het algemeen was dat de organisatie een dergelijke onsportieve houding beslist niet verdiend had. Tijdens het congres van de FIM in oktober werd het circuit definitief afgekeurd, maar men slaagde er toch in om in 1975 weer op de wedstrijdkalender te komen. Na de dodelijke ongevallen van Billie Nelson in 1974 en die van Ulrich Graf en Giovanni Zigiotto in 1977 werd de Grand Prix van Joegoslavië echter verplaatst naar het nabij gelegen nieuwe permanente Automotodrom Grobnik in Rijeka.

## Autoraces
In de jaren vijftig werden in Opatija ook sportwagenraces gehouden. In 1961, 1962 en 1963 reed de Formule Junior er en van 1964 tot 1968 de Formule 3.

## Resultaten wegraces in Opatija

### Van 1960 tot 1968 (niet in het kader van het wereldkampioenschap)
(gekleurde achtergrond = races in het kader van het Europees kampioenschap)
| Editie | Jaar | Klasse     | Winnaar                                  |  |
| ------ | ---- | ---------- | ---------------------------------------- |  |
| 1      | 1960 | 125 cc     | Hans Fischer (MZ)                        |  |
| 1      | 1960 | 250 cc     | Werner Musiol (MZ)                       |  |
| 1      | 1960 | 350 cc     | Hans Pesl (Norton)                       |  |
| 1      | 1960 | 500 cc     | Rudolf Gläser (Norton)                   |  |
| 1      | 1960 | Zijspannen | Jo Rogliardo/ Marcel Godillot (BMW)      |  |
|        |      |            |                                          |  |
| 2      | 1961 |            |                                          |  |
| 2      | 1961 | 50 cc      | Hans Georg Anscheidt (Kreidler)          |  |
| 2      | 1961 | 125 cc     | Werner Musiol (MZ)                       |  |
| 2      | 1961 | 250 cc     | Silvio Grassetti (Benelli)               |  |
| 2      | 1961 | 350 cc     | Silvio Grassetti (Benelli)               |  |
| 2      | 1961 | 500 cc     | Ron Miles (Norton)                       |  |
| 2      | 1961 | Zijspannen | Fritz Scheidegger/ Horst Burkhardt (BMW) |  |
|        |      |            |                                          |  |
| 3      | 1962 | 50 cc      | Rajko Piciga (Tomos)                     |  |
| 3      | 1962 | 125 cc     | László Szabó (MZ)                        |  |
| 3      | 1962 | 175 cc     | Karel Bojer (ČZ)                         |  |
| 3      | 1962 | 250 cc     | František Šťastný (Jawa)                 |  |
| 3      | 1962 | 350 cc     | František Šťastný (Jawa)                 |  |
| 3      | 1962 | 500 cc     | František Šťastný (Jawa)                 |  |
| 3      | 1962 | Zijspannen | August Rohsiepe/ Lothar Böttcher (BMW)   |  |
|        |      |            |                                          |  |
| 4      | 1963 | 50 cc      | Peter Eser (Honda)                       |  |
| 4      | 1963 | 125 cc     | Sven-Olof Gunnarsson (Honda)             |  |
| 4      | 1963 | 250 cc     | Pavel Slavíček (Jawa)                    |  |
| 4      | 1963 | 350 cc     | Pavel Slavíček (Jawa)                    |  |
| 4      | 1963 | 500 cc     | Sven-Olof Gunnarsson (Norton)            |  |
|        |      |            |                                          |  |
| 5      | 1964 | 50 cc      | Janko-Florijan Štefe (Tomos)             |  |
| 5      | 1964 | 125 cc     | Friedhelm Kohlar (MZ)                    |  |
| 5      | 1964 | 250 cc     | Morrie Low (Bultaco)                     |  |
| 5      | 1964 | 350 cc     | František Srna (Jawa)                    |  |
| 5      | 1964 | 500 cc     | Morrie Low (Norton)                      |  |
|        |      |            |                                          |  |
| 6      | 1965 | 50 cc      | Hans Georg Anscheidt (Kreidler)          |  |
| 6      | 1965 | 125 cc     | Karel Bojer (ČZ)                         |  |
| 6      | 1965 | 250 cc     | Gilberto Parlotti (Moto Morini)          |  |
| 6      | 1965 | 350 cc     | Nikolaj Sevast'ânov (CKEB)               |  |
| 6      | 1965 | 500 cc     | Agne Carlsson (Matchless)                |  |
|        |      |            |                                          |  |
| 7      | 1966 | 50 cc      | Rudolf Kunz (Kreidler)                   |  |
| 7      | 1966 | 125 cc     | Hartmut Bischoff (MZ)                    |  |
| 7      | 1966 | 250 cc     | Paolo Campanelli (Aermacchi)             |  |
| 7      | 1966 | 350 cc     | Renzo Pasolini (Aermacchi)               |  |
| 7      | 1966 | 500 cc     | Silvio Grassetti (Bianchi)               |  |
|        |      |            |                                          |  |
| 8      | 1967 | 50 cc      | Peter Eser (Honda)                       |  |
| 8      | 1967 | 125 cc     | László Szabó (MZ)                        |  |
| 8      | 1967 | 250 cc     | Luigi Taveri (Honda)                     |  |
| 8      | 1967 | 350 cc     | Silvio Grassetti (Benelli)               |  |
| 8      | 1967 | 500 cc     | Silvio Grassetti (Benelli)               |  |
|        |      |            |                                          |  |
| 9      | 1968 | 50 cc      | Rudolf Kunz (Kreidler)                   |  |
| 9      | 1968 | 125 cc     | László Szabó (MZ)                        |  |
| 9      | 1968 | 250 cc     | Silvio Grassetti (Benelli)               |  |
| 9      | 1968 | 350 cc     | Silvio Grassetti (Benelli)               |  |
| 9      | 1968 | 500 cc     | Giuseppe Mandolini (Moto Guzzi)          |  |

### Van 1969 tot 1972 (in het kader van het wereldkampioenschap)
| Editie | Jaar | Klasse | 1e                           | 2e                          | 3e                               | Snelste ronde                    |  |
| ------ | ---- | ------ | ---------------------------- | --------------------------- | -------------------------------- | -------------------------------- |  |
| 10     | 1969 | 50 cc  | Paul Lodewijkx (Jamathi)     | Ángel Nieto (Derbi)         | Jan de Vries (Van Veen-Kreidler) | Ángel Nieto (Derbi)              |  |
| 10     | 1969 | 125 cc | Dieter Braun (Suzuki)        | Dave Simmonds (Kawasaki)    | Ryszard Mankiewicz (MZ)          | Dieter Braun (Suzuki)            |  |
| 10     | 1969 | 250 cc | Kel Carruthers (Benelli)     | Gilberto Parlotti (Benelli) | Kent Andersson (Yamaha)          | Gilberto Parlotti (Benelli)      |  |
| 10     | 1969 | 350 cc | Silvio Grassetti (Jawa)      | Gilberto Milani (Aermacchi) | František Šťastný (Jawa)         | Silvio Grassetti (Jawa)          |  |
| 10     | 1969 | 500 cc | Godfrey Nash (Norton)        | Franco Trabalzini (Paton)   | Steve Ellis (Linto)              | Godfrey Nash (Norton)            |  |
|        |      |        |                              |                             |                                  |                                  |  |
| 11     | 1970 | 50 cc  | Ángel Nieto (Derbi)          | Aalt Toersen (Jamathi)      | Rudolf Kunz (Kreidler)           | Ángel Nieto (Derbi)              |  |
| 11     | 1970 | 125 cc | Dieter Braun (Suzuki)        | Ángel Nieto (Derbi)         | Angelo Bergamonti (Aermacchi)    | Ángel Nieto (Derbi)              |  |
| 11     | 1970 | 250 cc | Santiago Herrero (Ossa)      | Kent Andersson (Yamaha)     | Rodney Gould (Yamaha)            | Kel Carruthers (Yamaha)          |  |
| 11     | 1970 | 350 cc | Giacomo Agostini (MV Agusta) | Kel Carruthers (Benelli)    | Silvio Grassetti (Jawa)          | Giacomo Agostini (MV Agusta)     |  |
| 11     | 1970 | 500 cc | Giacomo Agostini (MV Agusta) | Ginger Molloy (Kawasaki)    | Roberto Gallina (Paton)          | Giacomo Agostini (MV Agusta)     |  |
|        |      |        |                              |                             |                                  |                                  |  |
| 12     | 1972 | 50 cc  | Jan Bruins (Kreidler)        | Ángel Nieto (Derbi)         | Otello Buscherini (Malanca)      | Jan de Vries (Van Veen-Kreidler) |  |
| 12     | 1972 | 125 cc | Kent Andersson (Yamaha)      | Chas Mortimer (Yamaha)      | Harald Bartol (Suzuki)           | Ángel Nieto (Derbi)              |  |
| 12     | 1972 | 250 cc | Renzo Pasolini (Aermacchi)   | Rodney Gould (Yamaha)       | Kent Andersson (Yamaha)          | Jarno Saarinen (Yamaha)          |  |
| 12     | 1972 | 350 cc | János Drapál (Yamaha)        | Dieter Braun (Yamaha)       | Phil Read (MV Agusta)            | Giacomo Agostini (MV Agusta)     |  |
| 12     | 1972 | 500 cc | Alberto Pagani (MV Agusta)   | Chas Mortimer (Yamaha)      | Paul Eickelberg (König)          | Giacomo Agostini (MV Agusta)     |  |

### Van 1973 tot 1990 (in het kader van het wereldkampioenschap)
| Editie | Jaar | Klasse | 1e                                  | 2e                              | 3e                               | Poleposition                             | Snelste ronde                            |  |
| ------ | ---- | ------ | ----------------------------------- | ------------------------------- | -------------------------------- | ---------------------------------------- | ---------------------------------------- |  |
| 13     | 1973 | 50 cc  | Jan de Vries (Van Veen-Kreidler)    | Ulrich Graf (Kreidler)          | Stefan Dörflinger (Kreidler)     | Jan de Vries (Van Veen-Kreidler)         | Jan de Vries (Van Veen-Kreidler)         |  |
| 13     | 1973 | 125 cc | Kent Andersson (Yamaha)             | Chas Mortimer (Yamaha)          | Jos Schurgers (Bridgestone)      | Ángel Nieto (Morbidelli)                 | Kent Andersson (Yamaha)                  |  |
| 13     | 1973 | 250 cc | Dieter Braun (Yamaha)               | Silvio Grassetti (MZ)           | Roberto Gallina (Yamaha)         | Dieter Braun (Yamaha)                    | Dieter Braun (Yamaha)                    |  |
| 13     | 1973 | 350 cc | János Drapál (Yamaha)               | Dieter Braun (Yamaha)           | John Dodds (Yamaha)              | Dieter Braun (Yamaha)                    | Dieter Braun (Yamaha)                    |  |
| 13     | 1973 | 500 cc | Kim Newcombe (König)                | Steve Ellis (Yamaha)            | Gianfranco Bonera (Suzuki)       | Kim Newcombe (König)                     | Kim Newcombe (König)                     |  |
|        |      |        |                                     |                                 |                                  |                                          |                                          |  |
| 14     | 1974 | 50 cc  | Henk van Kessel (Van Veen-Kreidler) | Herbert Rittberger (Kreidler)   | Ulrich Graf (Kreidler)           | Julien van Zeebroeck (Van Veen-Kreidler) | Julien van Zeebroeck (Van Veen-Kreidler) |  |
| 14     | 1974 | 125 cc | Kent Andersson (Yamaha)             | Ángel Nieto (Derbi)             | Henk van Kessel (Bridgestone)    | Kent Andersson (Yamaha)                  | Kent Andersson (Yamaha)                  |  |
| 14     | 1974 | 250 cc | Chas Mortimer (Yamaha)              | Patrick Pons (Yamaha)           | Dieter Braun (Yamaha)            | Bruno Kneubühler (Yamaha)                | Chas Mortimer (Yamaha)                   |  |
| 14     | 1974 | 350 cc | Giacomo Agostini (Yamaha)           | John Dodds (Yamaha)             | Dieter Braun (Yamaha)            | Giacomo Agostini (Yamaha)                | Giacomo Agostini (Yamaha)                |  |
|        |      |        |                                     |                                 |                                  |                                          |                                          |  |
| 15     | 1975 | 50 cc  | Ángel Nieto (Kreidler)              | Rudolf Kunz (Kreidler)          | Aldo Pero (Kreidler)             | Eugenio Lazzarini (Piovaticci)           | Ángel Nieto (Kreidler)                   |  |
| 15     | 1975 | 125 cc | Dieter Braun (Morbidelli)           | Pierluigi Conforti (Morbidelli) | Eugenio Lazzarini (Piovaticci)   | Eugenio Lazzarini (Piovaticci)           | Dieter Braun (Morbidelli)                |  |
| 15     | 1975 | 250 cc | Dieter Braun (Yamaha)               | Chas Mortimer (Yamaha)          | Patrick Pons (Yamaha)            | Otello Buscherini (Yamaha)               | Otello Buscherini (Yamaha)               |  |
| 15     | 1975 | 350 cc | Pentti Korhonen (Yamaha)            | Otello Buscherini (Yamaha)      | Chas Mortimer (Yamaha)           | Otello Buscherini (Yamaha)               | Pentti Korhonen (Yamaha)                 |  |
|        |      |        |                                     |                                 |                                  |                                          |                                          |  |
| 16     | 1976 | 50 cc  | Ulrich Graf (Kreidler)              | Herbert Rittberger (Kreidler)   | Ángel Nieto (Bultaco)            | Ángel Nieto (Bultaco)                    | Herbert Rittberger (Kreidler)            |  |
| 16     | 1976 | 125 cc | Pier Paolo Bianchi (Morbidelli)     | Henk van Kessel (Condor)        | Paolo Pileri (Morbidelli)        | Ángel Nieto (Bultaco)                    | Ángel Nieto (Bultaco)                    |  |
| 16     | 1976 | 250 cc | Dieter Braun (Yamaha)               | Tom Herron (Yamaha)             | Olivier Chevallier (Yamaha)      | Takazumi Katayama (Yamaha)               | Gianfranco Bonera (Harley-Davidson)      |  |
| 16     | 1976 | 350 cc | Olivier Chevallier (Yamaha)         | Chas Mortimer (Yamaha)          | Takazumi Katayama (Yamaha)       | Tom Herron (Yamaha)                      | Olivier Chevallier (Yamaha)              |  |
|        |      |        |                                     |                                 |                                  |                                          |                                          |  |
| 17     | 1977 | 50 cc  | Ángel Nieto (Bultaco)               | Ricardo Tormo (Bultaco)         | Patrick Plisson (ABF)            | Ángel Nieto (Bultaco)                    | Ángel Nieto (Bultaco)                    |  |
| 17     | 1977 | 125 cc | Pier Paolo Bianchi (Morbidelli)     | Ángel Nieto (Bultaco)           | Maurizio Massimiani (Morbidelli) | Pier Paolo Bianchi (Morbidelli)          | Pier Paolo Bianchi (Morbidelli)          |  |
| 17     | 1977 | 250 cc | Mario Lega (Morbidelli)             | Takazumi Katayama (Yamaha)      | Tom Herron (Yamaha)              | Michel Rougerie (Morbidelli)             | Mario Lega (Morbidelli)                  |  |
| 17     | 1977 | 350 cc | Takazumi Katayama (Yamaha)          | Jon Ekerold (Yamaha)            | Michel Rougerie (Yamaha)         | John Dodds (Yamaha)                      | Takazumi Katayama (Yamaha)               |  |